# 樊集乡 (新野县)
樊集乡，是中华人民共和国河南省南阳市新野县下辖的一个乡镇级行政单位。

## 行政区划
樊集乡下辖以下地区：
冀湾村、鲍湾村、后河村、骆庄村、肜庄村、刘庄村、樊集村、陈河村、潦口村、赵庄村、钮寨村、杨庄村和曹庄村。